# كأس جبل طارق المتوسط
كأس جبل طارق المتوسط هي مسابقة اتحاد كرة القدم لتحدي الفرق تحت 23 سنة في جبل طارق، تديرها اتحاد جبل طارق لكرة القدم. تم تأسيس الكأس في عام 2018 ، أقيمت أول بطولة وقت تأسست هذه البطولة . في نسخته الأولى ، لعبت 9 فرق و في الدور الأول لعب فيه فريقان لكي تلعب باقي ال 8 فرق في الربع النهائي في الجولة التالية.